# Comando segreto
Comando segreto (Secret Command) è un film del 1944 diretto da A. Edward Sutherland.
È un film di spionaggio statunitense ambientato durante la seconda guerra mondiale con Pat O'Brien, Carole Landis e Chester Morris. È basato sul romanzo seriale del 1943 Saboteurs di John Hawkins e Ward Hawkins (serializzato sul The Saturday Evening Post). Ottenne una nomination ai premi Oscar per gli effetti speciali.

## Produzione
Il film, diretto da A. Edward Sutherland su una sceneggiatura di Roy Chanslor con il soggetto di John Hawkins e Ward Hawkins (autori del romanzo), fu prodotto da Phil L. Ryan per la Torneen Productions. I titoli di lavorazione furono By Secret Command e Pilebuck.

## Distribuzione
Il film fu distribuito con il titolo Secret Command negli Stati Uniti dal 30 luglio 1944 al cinema dalla Columbia Pictures.
Altre distribuzioni:
- in Portogallo il 16 febbraio 1946 (Comando Secreto)
- in Francia il 21 maggio 1947 (Les saboteurs)
- in Finlandia il 12 settembre 1947 (Salainen määräys)
- in Brasile (A Obra Destruidora)
- in Grecia (Aporritos diatagi)
- in Venezuela (Comando secreto)
- in Italia (Comando segreto)

## Critica
Secondo Leonard Maltin il film è una "buona storia di spionaggio dal ritmo serrato".

## Promozione
Le tagline sono:
- "DRAMA...by a handful of men and women who fight the enemy within our gates!".
- "Adapted from the SAturday Evening Post Story "THe SAboteurs" by John Hawkins and Ward Hawkins (all poster sand print ads)".
- "Theirs a SECRET hate! Who demanded that they destroy each other? ".